# 癸炔
癸炔（英語：Decyne）分子式C10H18，摩尔质量138.25 g/mol，可指：

### 直链
- 1-癸炔 CAS号：764-93-2
- 2-癸炔 CAS号：2384-70-5
- 3-癸炔 CAS号：2384-85-2
- 4-癸炔 CAS号：2384-86-3
- 5-癸炔 CAS号：1942-46-7

### C9主链
- 以2-甲基壬烷为骨架
- 以3-甲基壬烷为骨架
- 以4-甲基壬烷为骨架
- 以5-甲基壬烷为骨架

### C8主链

#### 乙基辛炔
- 以3-乙基辛烷为骨架
- 以4-乙基辛烷为骨架